# Ambligonita

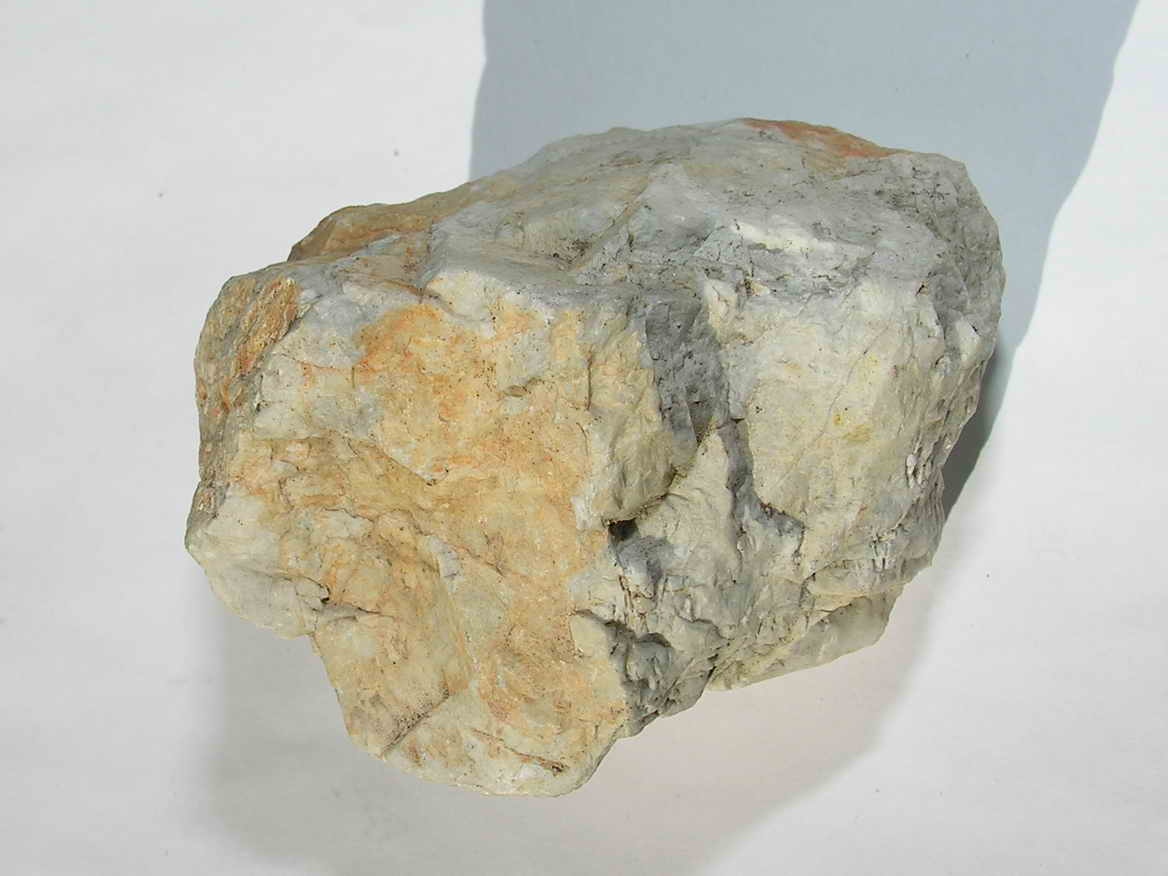
Ambligonita

Ambligonita ou ambligonite é um mineral, fluorofosfato, predominantemente um fosfato de alumínio e lítio ou sódio, (Li,Na)Al(PO4)(F,OH), com destaque em sua composição para o lítio, no qual atinge 10% de teor, o que o faz ter sido utilizado como uma fonte deste metal.

## Ocorrência
O mineral ocorre em depósitos de pegmatita e é facilmente confundido com albita e outros feldspatos. Sua densidade, clivagem e teste de chama para lítio o identificam. Ambligonita forma uma série com montebrasita, o mais baixo fluorado nas terminações. Ocorrência geológica é em granitos pegmatitas, veios de estanho de alta temperatura, e greisens. Ambligonita ocorre com espodúmena, apatita, lepidolita, turmalina, e outros minerais portadores de lítio em veios de pegmatita. As principais fontes comerciais tem historicamente sido os depósitos da Califórnia e França.